# 天主教正定教区
天主教正定教区（拉丁語：Dioecesis Cemtimensis）是罗马天主教会在中国河北省建立的一个著名教区，成立于1856年。

## 历史

### 初期
正定地区的天主教历史悠久，可以追溯到明朝末年的利玛窦时期。雍正皇帝查禁天主教以后，又有一部分天主教徒从北京举家出逃，在正定府的农村定居下来（称为南堂教友）。大部分教民集中在藁城县、栾城县、赵县和宁晋县。他们长期坚持天主教信仰，秘密接待潜藏的葡萄牙神父，在夜间进行忏悔、弥撒。1846年，最后一位葡萄牙传教士卡斯特洛神父离开正定。以后改由法国籍的遣使会神父负责。

### 直隶西南代牧区
1856年（清咸丰六年）5月30日，教廷将天主教北京教区分为3个代牧区：直隶北境代牧区（主教座堂在北京）、直隶西南代牧区（正定、顺德两府，定州、赵州2直隶州，共28县，主教座堂在正定）和直隶东南代牧区。前2个教区由遣使会负责，而直隶东南代牧区（河间、大名、广平3府，冀、深2州、35个县）交给法国耶稣会负责。直隶西南代牧区建立时有天主教徒12000人，分布在122个村庄，其中正定府有6000人，分布在72个村，赵州也有6000人，分布在50个村庄。
最初2年，由北京教区的法国主教代理教务。1858年，第一任法籍主教董若翰（Mgr Anouilh，1819年-1869年）来到正定。他善于同官府打交道，得到清廷赐给的隆兴寺西侧行宫建为教堂。以白银4万两，在院内北部正中建带有两座雄伟钟楼的主教座堂，（大堂为马蒂神甫设计，钟楼系中国建筑师设计），在两侧建首善堂、仁慈堂，1919年扩建主教堂。1869年董若翰去世后，堂口增加到339个，信徒增加到21615名。
继任的戴世济主教（Mgr Tagliabue，1822年-1894年）注重组织和培养男女修士、教理先生和新教民，上报到法国公使馆的教案数量则明显减少。1884年，戴世济主教调往北京担任直隶北境代牧区主教，继任者为郁世良主教（Mgr Sarthou）。1891年，包儒略主教（Jules Bruguière，1854年-1906年）接任后，传教活动已经完全在中国人中间进行。
到1898年，直隶西南代牧区共有32262名中国天主教徒，信徒人数仅次于直隶北境代牧区，在遣使会的代牧区中居第二位，在天主教在华所有代牧区中居第五位。但需要说明的是，教民数量超过直隶西南的江南代牧区涵盖了江苏和安徽2个人口稠密的省份，而广东代牧区也包括除澳门、香港以外的广东省。
1900年庚子事变期间，直隶西南代牧区周边的直隶北境代牧区（北京）、直隶东南代牧区（献县）和山西北境代牧区（太原）都发生了屠杀数千教徒的惨剧。但直隶西南代牧区只有150名教徒遇难。

### 正定府代牧区和教区划分
1924年12月3日，直隶西南代牧区根据主教座堂驻地的名称更名为正定府代牧区。
- 1924年4月15日，将深泽县划归新成立的蠡县监牧区（大部分原属于直隶中境代牧区；1929年7月13日升为安国代牧区） ;

- 1929年3月18日，分出赵县监牧区；
- 1933年，分出邢台等县划为顺德府监牧区。

此后，正定教区还剩16县1市：正定、阜平、栾城、藁城、获鹿、井陉、平山、灵寿、新乐、元氏、无极、晋县、定县、行唐、赞皇、曲阳和石家庄市。下设总本堂六座:正定、定县北桥宅、藁城县兴安、灵寿、灵寿县冯家庄、栾城县油通。本堂24座、支堂372座(村)。正定县总本堂下设东柏棠村、本笃庄、北贾村、东塔子口、西庄屯、东房头6个住有神父的本堂。
1939年1月5日，陈启明主教成为正定代牧区首任国籍主教。

### 正定天主堂惨案
1937年10月9日（日军侵占正定城的次日）午后，日军索要在教堂中避难的妇女而被荷兰籍宗座代牧文致和（Frans Schraven）拒绝，便于下午洗劫了正定主教座堂，文致和主教（时年64岁）、法国籍神父夏露贤（Lucien Charny，55岁）、贝德良（Eugène Bertrand，32岁）、荷兰籍神父艾德偲（Antoon Geerts，62岁）、魏之纲（Gerrit Wouters，28岁）、克罗地亚裔奥地利籍神父柴慎成（Thomas Ceska，65岁）、波兰籍神父白来福（Wladislaw Prinz，28岁），法国熙笃会霍修士（Emmanuel Robial，60岁），以及从北平请来修理风琴的捷克人毕先生（Mr. Biscopitch）在天宁寺凌霄塔南侧被日军焚烧致死，另有多名修女受到污辱。
惨案发生后，定州天主堂艾类斯神父于17日接到消息后上报北平代牧区宗座代牧满德贻，并于22日前去调查交涉未果，满德贻通知相关各国使馆。圣座及各国政府强烈抗议，日军迫于压力派军部代表横山颜真中佐及田口芳五郎神父协同天津代牧区宗座代牧文贵斌主教前去调查并确认九位外籍人士为日军所杀害。日军最终接受圣座及各国要求，向教宗及各国政府谢罪，并惩治罪犯，保证类似事件不再发生，同时赔偿教会损失。11月22日，正定代牧区为九位天主教徒举行追思弥撒，并下葬天主教公墓。
2014年，文致和被天主教会宣为真福。

### 正定教区
1946年4月11日，罗马教廷宣布在中国正式建立圣统制，正定代牧区升为正式的正定教区。1947年，由于政局变化，陈启明主教率十余名神甫南迁到四川万县教区继续传教。1949年，他们离开中国大陆。
1948年以后，正定主教座堂被华北大学和部队256医院占用，教区迁往石家庄市内，1980年改称石家庄教区，但未获教廷认可。
自1980年, 教会享有一定的自由之后，在该教区工作的神职人员已经达到近百名, 大部分属中青年司铎。
2021年1月7日，石家莊因新冠疫情病例增加而封城，正定教區發表聲明，就微信及微博上有關小果莊有多位外籍傳教士在沒有採取防範措施參加宗教活動，稱當地確診病例與天主教會無關。

## 修会
- 遣使会，有神父25名,其中外籍17名。1891年建立小修道院，修道期8年。1947年停办。1941年建立大修道院，修业6年，毕业后可晋升神父。1920年并入北京文声学院。
- 熙笃会：1927年成立圣母神乐院，由涿鹿县杨家坪圣母神慰院分设，位于滹沱河五孔桥南河滩(现河北天主教神哲学院校址)。有修士100多人，土地1253亩，其中果园80 亩。土地改革时留有453亩归苦修会（熙笃会）。
- 保禄会：1891年成立，男性修会，共20人帮助司锋传教。
- 仁爱会：女修会，l9人，1858年建立，其中曾有一名法国皇帝的妹妹。她们专门办理婴儿院、残老院。1942年，有孤儿421名，残疾人104名，老弱者133名。
- 若瑟会：1891年成立，1925年开办若瑟会小学，分甲乙丙丁四班，有学生100余人。

## 历任主教
- 董若翰（Jean-Baptiste Anouilh，1819年－1869年）:遣使会士，法国籍，1858年12月14日-1869年2月18日任主教
- 戴世济（François-Ferdinand Tagliabue，1822年－1890年）：遣使会士，法国籍，1869年6月22日－1884年8月5日任主教
- 郁世良（Jean-Baptiste-Hippolyte Sarthou，1840年－1899年）：遣使会士，法国籍，1885年1月16日—1890年6月6日任主教
- 包儒略（Jules Bruguière，1851年—1906年）：遣使会士，法国籍，1891年7月28日—1906年10月19日任主教
- 顺其衡（Jules-Auguste Coqset，1847年－1917年）：遣使会士，法国籍，1907年5月3日—1917年2月4日任主教
- 文贵斌（Jean de Vienne de Hautefeuille，1877年—1957年）：遣使会士，法国籍，1917年4月2日－1919年4月2日任主教
- 文致和（Franciscus Hubertus Schraven，1873年－1937年）：遣使会士，荷兰籍，1920年12月16日—1937年10月9日任主教，1937年10月9日被日军杀害
- 陈启明（1891年—1959年）：遣使会士，中国籍，1939年1月5日起任主教
- 贾治国（Bishop Julius Jia Zhiguo，1980年－），慈佑会士，圣名儒略，中国籍, 生于河北省晋州武邱村，现年74岁，1980年由保定教区范学淹主教祝圣为神父，1981年由保定教区范学淹主教祝圣为正定教区第二任中国籍正权主教。忠于教宗、信仰坚定、和蔼、忠诚、不畏迫害。屡次遭到当局的非法逮捕和打压。为大陆天主教会有圣德的主教之一。

## 教堂
- 石家庄北大街教堂（北堂），石家庄市新华区，新华路与北大街交叉口向北200米路处，教区办公所在地
- 西里天主堂：石家庄市桥西区西里街11号，旧堂建于二十世纪初期，新堂建于2008年
- 石家庄本笃庄教堂：石家庄最大的天主教堂，建于2012年，现代简约风格，可容纳800人。位于石家庄市本笃庄前进村，紧邻五七路，毗邻河北省体育学院和党校，内有壁画和金黄色水晶吊灯。
- 石家庄天主教南堂——圣若瑟堂：石家庄煤市路74号，近年新建，高5层。
- 东宽亭天主教堂：藁城市邱头镇东宽亭村
- 耶稣圣心堂：晋州市总十庄镇武邱村天主教堂，院内设孤儿院。